# Nestorine Sangaré
Nestorine Sangaré est née le 25 août 1967 à Guilongou dans la province de l’Oubritenga. Elle est ministre de la Promotion de la femme et du genre de 2011 à 2014 dans le dernier gouvernement de Luc Adolphe Tiao sous Blaise Compaoré.

## Biographie
Nestorine Sangaré/ Compaoré est experte en genre  et est titulaire d’une maitrise en géographie rurale de l’université de Ouagadougou et d'un PhD de l'université de Montréal au Canada. Après ses études universitaires, elle s’engage pour les questions d’égalité de genre. Elle travaille dans plusieurs ambassades comme aux Pays-Bas et des organisations de la société civile et met en place des programmes de création de fonds commun genre, de l’intégration des femmes dans les forces armées nationale, la lutte contre la pratique de l’excision, l’élaboration des politiques nationales sur le genre. En 2002, elle s’engage dans l’enseignement et la recherche à l’université Joseph Ki-Zerbo au département Communication et Journalisme, jusqu’en 2017. 

## Carrière politique
Nestorine Sangaré/ Compaoré s’engage en politique en 2010. Elle devient militante du Congrès pour la démocratie et le progrès (CDP), puis est nommée ministre de la Promotion de la femme et du genre en 2011, dans le gouvernement de Luc Adolphe Tiao. À la faveur de l’insurrection populaire d’octobre, 2014, Blaise Compaoré est déchu de la présidence et le gouvernement dissout. Ce dernier gouvernement de l’ancien président du Burkina Faso est poursuivi en justice , pour avoir signé une réquisition spéciale de répression qui a fait une dizaine de morts lors de l'insurrection populaire.  

## Œuvres
Depuis 2005, Nestorine Sangaré est conseillère genre du centre pour la gouvernance et la démocratie. Elle a participé à l’adoption de la loi sur le quota genre au Burkina, une loi qui permet une égale représentativité des femmes et des hommes dans les sphères politiques. Son centre d’excellence et d’expertise, Criged, sur les questions de genre réalisé plusieurs œuvres notamment sur les violences sexistes en milieu scolaire et réalisé des études sur la sexualité transactionnelle. 

## Carrière musicale
En juin 2017, elle sort son premier album,,,– un père fidèle- de dix titres. Depuis 1988, Nestorine Sangaré est choriste de l’église centrale de Ouagadougou. Elle chante le gospel, le jazz, le Slow, la Salsa, et la rumba. 